# L'isola degli zombies
L'isola degli zombies (White Zombie) è un film del 1932, diretto da Victor Halperin e interpretato da Bela Lugosi, Madge Bellamy e John Harron.
Viene generalmente considerato il primo film della storia del cinema a presentare la figura dello zombi.

## Trama
All’arrivo ad Haiti, la giovane Madeleine Short si riunisce con il fidanzato Neil Parker, i due desiderano celebrare il prima possibile per l’imminente matrimonio. Sulla strada per il loro alloggio, l’allenatore della coppia passa davanti a “Murder” Legendre, un malvagio maestro vudù, che li osserva con interesse, e nella foga riesce a sottrarre il velo della donna. Neil e Madeleine arrivano a casa di un ricco proprietario di piantagioni, Charles Beaumont, conosciuto durante la traversata da New York, che si è offerto di celebrare il matrimonio presso la sua proprietà.
Beaumont nasconde però una passione tormentata per Madeleine, che lo spinge a recarsi al sinistro mulino di Legendre, manovrato da un’orda di zombie. Beaumont supplica il negromante di aiutarlo, così questi lo convince a uccidere Madeleine con un potente veleno, seppellirla e riportarla in vita una volta terminato il funerale, di modo che la donna possa essere interamente sua. Beaumont si dichiara d’accordo, prende la pozione e fa assumere il veleno a Madeleine, nascondendolo tra i petali di un fiore. Durante il pranzo nuziale la pozione ha effetto, la donna scorge il terribile sguardo di Legendre nel fondo di un bicchiere di vino, barcolla e si sente male, nel giro di poco poi la donna trova la morte ed è così seppellita in una cripta. Una notte, mentre Neil affoga la propria disperazione nel vino, Legendre e Charles entrano nella tomba di Madeleine e la riportano in vita sotto forma di zombie. Neil intanto intravede apparizioni spettrali di Madeleine, che lo conducono alla tomba. Trovandola vuota, lo sposo cerca l’assistenza del missionario locale, il dottor Bruner, il quale rivela al giovane i misteriosi miti che circondano l’isola di Haiti. Sospettando del morboso interesse di Beaumont per Madeleine, i due uomini decidono di recarsi al castello sulla scogliera, la proprietà di Legendre, per salvare Madeleine. Lungo la strada lo stregone haitiano Pierre li mette in guardia: la zona è conosciuta come la terra dei morti, e solo lui in passato ne è tornato vivo.
Intanto al castello Charles ora rimpiange la trasformazione di Madeleine e chiede al negromante di riportarla in vita, ma questi rifiuta e, con un astuto inganno, beve un bicchiere di vino avvelenato che lo porterà a diventare anche lui un morto vivente. Il dottor Bruner e Neil, quest’ultimo quasi in preda al delirio, giungono ai piedi della fortezza, ma mentre il dottore procede, il giovane ha un’altra visione della sposa affacciata sul balcone, così si affretta alla fortezza sul mare soltanto per accasciarsi quasi giunto alla meta. Legendre avverte la sua presenza e con un gesto delle mani comanda a Madeleine di ucciderlo, così lei si avvicina a Neil brandendo un coltello, ma Bruner afferra in tempo la sua mano da dietro una tenda, facendole cadere il coltello e allontanarsi. Neil, risvegliatosi, insegue Madeleine su una scarpata. Entrambi sono presto raggiunti da Legendre, il quale ordina ai morti viventi di uccidere Neil.
Quando ormai il ragazzo pare circondato, Bruner si precipita addosso a Legendre e lo tramortisce, spezzando così il controllo mentale del negromante sui suoi zombi. Privi di comandi, gli zombie precipitano dalla scogliera e sono inghiottiti dalle onde. Legendre si sveglia e prova a fuggire lasciando una pozione fumogena contro gli inseguitori, ma alle sue spalle spunta Beaumont che lo spinge verso il crepaccio, ed entrambi precipitano tra i flutti. La morte di Legendre libera così Madeleine dalla sua trance, la ragazza si risveglia per abbracciare Neil, i due si stanno per baciare, ma il dottor Bruner li interrompe chiedendo loro un fiammifero.

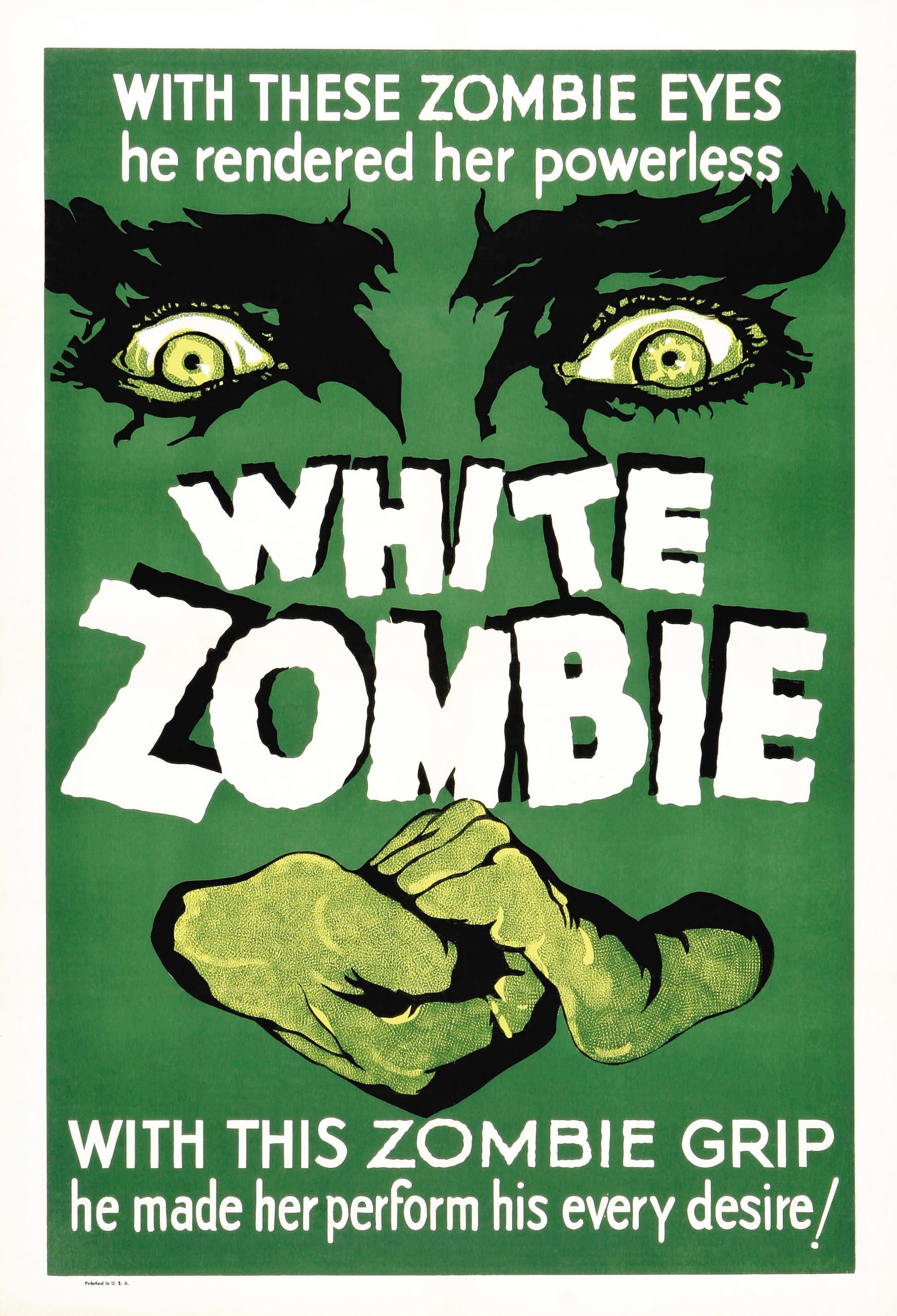
Il poster originale del film

## Distribuzione
Il film fu distribuito dalla United Artists e uscì nelle sale il 4 agosto 1932.

### Data di uscita[3]
- USA	4 agosto 1932
- Germania Ovest	7 luglio 1989	 (TV premiere of original version)
- Finlandia	25 giugno 1996	 (prima TV)

Alias:
- White Zombie	USA (titolo originale)
- A fehér zombi	Ungheria (imdb display title)
- L'isola degli zombies	Italia
- La legión de los hombres sin alma	Spagna
- Lefko zombi	Grecia (titolo DVD)
- Les Morts-vivants	Francia
- The White Zombie	Germania Ovest (spelling alternativo)
- Valkoinen zombi	Finlandia
- Vit vålnad 	Svezia